# Freya (jméno)
Freya (počeštěně Freja) je ženské křestní jméno. Jméno pochází ze staroseverského Freya, což znamená dáma, paní. Freya je bohyně lásky, krásy, plodnosti a úrody z rodů Vanů v norské mytologii. Její jméno se též překládá jako milovaná. Freyino jméno se promítlo do anglického názvu pro pátek, Friday – Freya's day (Frey's day), tedy Freyin den.

## Známé nositelky
- Freyja – germánská bohyně krásy, úrody a plodnosti
- Freya Aswynn – nizozemská novopohanská věřící
- Freja Beha Erichsen – dánská modelka
- Audrey Freyja Clarke – islandská krasobruslařka
- Freya Hoffmeister – německá atletka a obchodnice
- Freya Christie – britská tenistka
- Freya Jaffke – německá autorka
- Freja Jeppesen – modelka
- Freya Manfred – americká básnířka
- Freya Mathews – australská filosofka a autorka
- Freya North – britský romanopisec
- Freya Piryns – belgická politička
- Freja Riemann – herečka a kostymérka
- Freya Ridings – britská písničkářka
- Freya Stark – britská badatelka a spisovatelka
- Freja Olofsson – švédská fotbalistka
- Freya Van Dahl – belgická politička
- Freja Van Dahl - dcera zpěvačky Floor Jansen
- Freydís Eiríksdóttir – dcera Eiríkra Rudého ze severských ság

## Fiktivní Freyi
- Freya – jméno tokerské hostitelky Tok'Ry Anise. Hrála ji herečka Vanessa Angel
- Smích racků (film) – V tomhle koprodukčním dramatu se tak jmenovala hlavní postava Islanďanky
- Freya – jméno nietzscheanské ženy v sci-fi seriálu Andromeda, která byla partnerkou Tyra Anasaziho a matkou chlapce, jenž byl reinkarnací Draga Museveniho